# Susan Kelechi Watson
Susan Kelechi Watson (New York, 11 novembre 1981) è un'attrice statunitense, nota per i suoi ruoli nelle serie televisive Louie e This Is Us.

## Biografia
La Watson ha origini giamaicane, essendo i suoi genitori nati nell'isola.
Si è laureata nella Scuola di Belle Arti all'Università di Howard.

## Filmografia

### Attrice

#### Cinema
- Blackout,regia di Jerry LaMothe (2007)
- Un amico straordinario (A Beautiful Day in the Neighborhood), regia di Marielle Heller (2019)

#### Televisione
- Law & Order - I due volti della giustizia – serie TV, 2 episodi  (2004-2009)
- Squadra emergenza – serie TV, 12 episodi (2004-2005)
- Law & Order - Il verdetto – serie TV, episodio 1x10 (2005)
- Medium – serie TV, episodio 3x17 (2007)
- Private Practice – serie TV, 1x02 (2007)
- NCIS - Unità anticrimine (NCIS) - serie TV, episodio 5x15 (2008)
- The Good Wife – serie TV, episodio 3x11 (2011)
- Louie – serie TV, 12 episodi  (2012-2014)
- Royal Pains – serie TV, episodio 6x08 (2014)
- Veep - Vicepresidente incompetente – serie TV, episodio 4x10 (2015)
- Billions – serie TV, episodio 1x03 (2016)
- Divorce – serie TV, episodio 1x03 (2016)
- This Is Us – serie TV, 106 episodi (2016-2022)
- Will Trent – serie TV, episodio 2x01 (2024)
- The Residence – miniserie TV, 8 puntate (2025)

### Doppiatrice
- Steve - Un mostro a tutto ritmo,regia di Hamish Grieve (2021)
- Robogobo - Cuccioli salva Cuccioli – serie animata, 5 episodi (2025)

## Doppiatrici italiane
Nelle versioni in italiano delle opere in cui ha recitato, Susan Kelechi Watson è stata doppiata da:
- Domitilla D'Amico in NCIS - Unità anticrimine
- Emanuela D'Amico in Private Practice
- Emilia Costa in This Is Us (st. 1, 4-6)
- Franca D'Amato in This Is Us (st. 2-3)
- Alessia Amendola ne Un amico straordinario
- Chiara Gioncardi in Will Trent
- Gaia Bolognesi in The Residence